# 포켓몬 (기업)

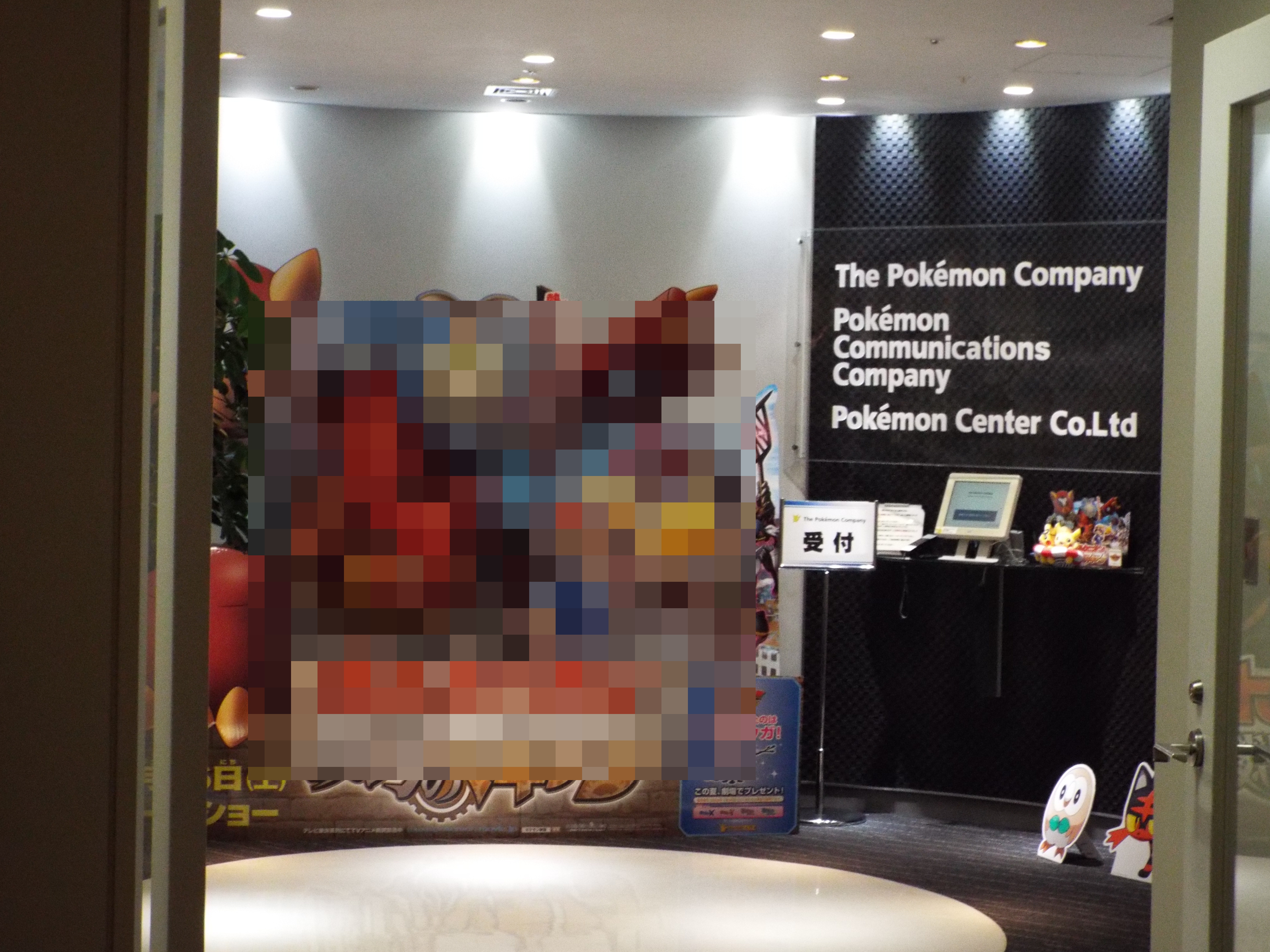
도쿄 포켓몬 주식회사 입구

주식회사 포켓몬(일본어: 株式会社ポケモン) 또는 영어명 더 포켓몬 컴퍼니(영어: The Pokémon Company)은 《포켓몬스터》 프랜차이즈의 브랜드 경영, 라이센싱, 제작, 마케팅을 총괄 담당하는 일본의 기업이다. 관리하는 프랜차이즈 분야는 비디오 게임 소프트웨어, 카드 게임, 텔레비전 애니메이션, 극장 영화, 만화, 관련 캐릭터 상품 등으로 다양한 영역에서 활동하고 있다. 1998년 포켓몬의 저작권을 공동소유한 세 회사(배급사 닌텐도, 개발사 게임 프리크 및 크리처스)가 합작투자로 공동 설립됐으며, 2000년 10월부터 공식적으로 '포켓몬' 사명을 사용하기 시작했다. 본사는 도쿄도 미나토구 롯폰기 힐스의 모리 타워에 위치한다.
포켓몬 기업에선 세계 각 지역별 및 분야별로 사업을 관리하는 자회사를 다수 두고 있다. 아시아 외 지역의 산업을 책임지는 '더 포켓몬 컴퍼니 인터내셔널(The Pokémon Company International)' 외에 대한민국 지사 포켓몬코리아, 싱가포르 지사 포켓몬 싱가포르 등이 존재한다.
또한 포켓몬 기업은 2001년부터 현재까지 《포켓몬스터》 비디오 게임 배급을 맡고 있다. 콘솔 게임들은 닌텐도의 협력을 받으나, 그 외 모바일 게임에선 단독으로 라이센싱 및 배급을 관리해 , 2015년에 구글에서 분사되어 나온 미국의 독립 게임 개발회사 나이앤틱에 투자해 《포켓몬 GO》 제작에 협력하였다. 2019년에는 이 회사에서 컨텐츠 라이센싱, 제작에 협력한 영화 《명탐정 피카츄》가 개봉했다.

## 역사
1998년, 게임 회사 닌텐도, 크리처스 및 게임 프리크는 일본의 포켓몬 상품 판매점 포켓몬센터의 효율적 경영을 위해 공동 기업 포켓몬 센터 주식회사를 설립했다. 1999년 《포켓몬스터 금·은》의 공전의 히트 후, 전 세계 각지로부터 상품 관련 제의들을 받으면서 포켓몬 브랜드를 본격적으로 확장하는 목표를 세우게 됐는데, 당시 크리처스에서 포켓몬 관련 상품 허가를 맡고 있던 이시하라 츠네카즈는 급작스럽게 늘어난 상품들을 혼자서 전부 관리할 수 없다고 판단했다. 그의 고민와 더불어 프랜차이즈의 발판을 마련하기 위해 텔레비전 애니메이션을 계속 제작하고 극장영화를 매년 제작하는 것과 같은 장기 목표들을 세우고 달성하자는 움직임이 생기자, 이들을 모두 통합적으로 감독할 단체가 필요하다는 주장이 제기되기 이르렀다.
이 결정으로 포켓몬스터를 소유한 세 기업은 포켓몬 센터 주식회사를 '주식회사 포켓몬'으로 바꿔 사업 분야를 확장하게 됐다. 이 과정에서 관여한 인물로 닌텐도 차기 사장 이와타 사토루가 있었다.
대한민국 지사는 포켓몬 코리아라는 사업체로 경기도 용인시 수지구 동천동 신수로 801에 위치해 있다. 포켓몬 코리아는 2006년 8월에 설립되었다.

## 소유 자산

### 게임
- 포켓몬스터 비디오 게임 시리즈
- 포켓몬 카드 게임
- 포켓몬 트레이딩 피규어 게임

### 영상 매체
- 명탐정 피카츄
- 포켓몬스터 텔레비전 애니메이션 시리즈
- 포켓몬스터 만화영화 시리즈

### 책
- 포켓몬스터 만화

## 같이 보기
- 미디어 프랜차이즈 수익순 목록

## 참조

### 내용주
1. ↑  일본어: ポケモンセンター株式会社
2. ↑  영어: Pokémon Korea